# Eenhana
Eenhana è la capitale della regione di Ohangwena, nella Namibia settentrionale, presso il confine con l'Angola. Conta circa 10 000 abitanti.
La città si sviluppò da un insediamento formatosi a partire dalla prima metà del XIX secolo. Si trattava originariamente di una comunità di allevatori di bovini, da cui il nome della città, che in lingua oshikwanyama (la lingua indigena principale della regione di Ohangwena) significa "vitelli". Nello stemma è rappresentato un albero di omupapa, il tipo di albero più diffuso nella zona, e alcuni bovini.
Eenhana fu proclamata centro amministrativo indipendente e capitale della regione di Ohangwena il 15 aprile 1999. Fino al 2004 (anno in cui fu dichiarata città anche Helao Nafidi), Eenhana fu anche l'unica città della regione.
È collegata alla regione di Kavango da una strada parzialmente asfaltata. Strade sterrate collegano Eenhana a Oshigambo, Okongo, Ondangwa e altri centri del nord. Nella città si trovano una pista d'atterraggio, un ospedale, e i quartieri generali della polizia e della magistratura regionali. È anche uno dei pochi centri del nord della Namibia in cui siano reperibili servizi come banche e attività commerciali.